# Exim
Exim – serwer poczty elektronicznej (agent transferu poczty – ang. Mail Transfer Agent) dla systemów uniksowych rozwijany przez University of Cambridge na licencji GNU General Public License. Jego nazwa pochodzi od skrótu „EXperimental Internet Mailer”.
Logika transportu poczty wewnątrz exima opiera się na routerach, odpowiedzialnych za klasyfikowanie poczty, która następnie jest kierowana do odpowiednich transporterów odpowiedzialnych za ich dostarczenie do lokalnej skrzynki, pliku lub katalogu na dysku, bądź przesłanie ich do innego serwera.
Exim posiada rozbudowany system filtrów pozwalających na filtrowanie wiadomości, nadawców bądź hostów na wielu poziomach, obsługuje standardowe formaty zapisu poczty w postaci maildir lub mailspool.
Exim zbudowany jest monolitycznie (tak jak np. Sendmail), jako jeden program odpowiedzialny za cały proces przetwarzania poczty, a programy dodatkowe (np. mailq – wyświetlenie zawartości kolejki wiadomości do przetworzenia) są linkami symbolicznymi do głównej binarki, w odróżnieniu od np. Postfiksa czy Qmaila, które oparte są na wielu programach odpowiedzialnych za poszczególne zadania.
Sama konstrukcja pliku konfiguracyjnego pozwala na zastosowanie praktycznie w każdym miejscu konfiguracji kilkudziesięciu wbudowanych instrukcji warunkowych i funkcji (w tym zapytań do baz danych MySQL, PostgreSQL, przeszukiwania plików tekstowych, zapytań LDAP oraz wielu innych), wyrażeń regularnych i wbudowanego interpretera języka Perl.
Dodatkowo, Exim potrafi korzystać bez pomocy programów pośredniczących (takich jak. np. AMaViS) ze SpamAssassina, a także z programów antywirusowych: ClamAV, Kaspersky Anti-Virus, Dr.Web, F-Secure Anti-Virus, mks vir, Sophos Anti-Virus, a także z każdego skanera antywirusowego udostępniającego program do skanowania uruchamiany z poziomu linii komend.